# Нечкино (Запорожская область)
Нечкино (укр. Нечкине) — село,
Александровский сельский совет,
Приазовский район,
Запорожская область,
Украина.
Код КОАТУУ — 2324580304. Население по переписи 2001 года составляло 32 человека.

## Географическое положение
Село Нечкино находится в 4-х км от села Александровка.

## История
- 1924 год — дата основания.